# He Guoqiang (snookerzysta)
He Guoqiang (chiń. 贺国强; ur. 5 sierpnia 2000 w Leiyang) – chiński snookerzysta. Od 2023 uczestnik zawodowego World Snooker Tour.

## Kariera

### Młodość i ambicje zawodowe
W wieku 13 lat He Guoqiang wziął udział w turniejach Asian Tour, zawodowych  turniejach otwartych dla amatorów. Odniósł indywidualne zwycięstwa nad rodakami, ale także pokonał malezyjskiego profesjonalistę Thora Chuana Leonga 4-3 podczas Haining Open 2015. Po odwołaniu tej serii musiał czekać do 2018 roku, aby znów pojawić się na arenie międzynarodowej. Wziął udział w Mistrzostwach Świata Juniorów w Jinan i zdobył tytuł w grupie wiekowej U18. W zaciętym finale pokonał Lei Peifana 5-4. W turnieju U21 dotarł do 1/8 finału, a także osiągnął maksymalnego breaka w meczu grupowym. Następnie udał się do Mjanmy, aby wziąć udział w turnieju mężczyzn . Pokonał m.in. Polaka Kacpra Filipiaka, który miał już za sobą rok zawodowego doświadczenia i ponownie dotarł do finału. Tam jednak przegrał ze swoim o dwa lata młodszym rodakiem Chang Bingyu. W tym samym roku pozwolono mu również wziąć udział jako zawodnikowi z dziką kartą w trzech turniejach zawodowych w Chinach. Na International Championship 2018 sprawił niespodziankę, pokonując wyraźnie anglika Gary'ego Wilsona 6-1.
Ale jego ambicje zostały znów pokrzyżowane, częściowo przez przerwę w rozgrywkach turniejowych spowodowaną wybuchem pandemii COVID-19 na początku 2020 roku. Gdy turnieje wznowiono w następnym roku, wziął udział w krajowym turnieju CBSA Tour i dotarł do 1/8 finału turnieju kwalifikacyjnego do zawodowego touru. Jesienią zapewnił sobie zwycięstwo w słynnym turnieju Haining Open, który jednak odbył się bez udziału profesjonalistów w 2021 r. ze względu na trwające ograniczenia w podróżowaniu. W 2023 r. odniósł kolejny sukces w CBSA Tour, ale w obu turniejach przegrał w półfinałach z Liu Hongyu i Xing Zihao, którzy w tym roku zakwalifikowali się do profesjonalnego touru. Ostatnią szansą pozostały mu rozgrywki Asia Q-School, ale w pierwszym turnieju po raz trzeci o włos przegapił awans do play-offów. Dopiero w drugim i ostatnim turnieju dotarł do meczu finałowego, a zwycięstwo 4-3 nad byłym zawodowcem Wang Yuchenem przyniosło mu status zawodowca w wieku 22 lat i prawo do rywalizacji w World Snooker Tour przez dwa sezony.

### Pierwsze lata zawodowe
Sezon 2023/24 rozpoczął od porażki 0-5 z Rossem Muirem, ale na British Open nie tylko wygrał swój mecz otwarcia z Elliotem Slessorem, ale także pokonał Olivera Linesa i Barry'ego Hawkinsa i dotarł do ćwierćfinału w swoim drugim turnieju, gdzie został wyeliminowany przez Hosseina Vafaei . Następnie zemścił się na Vafaeiu na turnieju English Open, pokonując go w 1/32 finału, zanim odpadł w 1/8 finału. Na turnieju Wuhan Open dotarł do trzeciej rundy, pokonując po drodze m.in. Kyrena Wilsona. Ale nadeszła faza, w której przegrywał kilka razy w rundzie 1, a najpóźniej w rundzie 2. Dopiero w drugiej połowie sezonu udało mu się dotrzeć do trzeciej rundy jeszcze trzy razy: na turnieju German Masters pokonał czołowego zawodnika, Marka Williamsa, 5-1. Na turnieju World Open pokonał m.in. Jimmy'ego Robertsona, a na Mistrzostwach Świata grał o miejsce w rundzie finałowej w Crucible, po zwycięstwach nad Rossem Muirem i Anthonym McGillem. W starciu z Dominicem Dale'em utrzymał przewagę do stanu 6-6, po czym stracił szansę i ostatecznie przegrał 8-10. Już po roku był blisko miejsca w pierwszej 64., co dawało mu stałe miejsce w zawodowym tourze.
Na początku drugiego roku odniósł swoje największe jak dotąd zwycięstwo w Championship League, pokonując Ronniego O'Sullivana 3-0, co dało mu awans do rundy pośredniej. Potem przyszedł czas na English Open, gdzie znów dotarł do 1/8 finału. Pokonał O'Sullivana po raz drugi, tym razem 4-2. Jednak ich trzecie spotkanie na International Championship wygrał piąty zawodnik rankingu, w rundzie drugiej. Prawie wszystkie turnieje kończyły się najpóźniej na drugiej rundzie, dlatego utknął w rutynie. Dopiero w UK Championship dotarł ponownie do 4. rundy. Ale Mistrzostwa Świata 2025 na zakończenie sezonu naprawdę go dowartościowały. Zwycięstwo 10-9 nad Scottem Donaldsonem w decydującym meczu pozwoliło mu powrócić do ostatniej rundy kwalifikacyjnej. Mimo że miał niewielkie szanse w przegranym 5-10 meczu z Alim Carterem, awansował na 45. miejsce w światowym rankingu i tym samym ugruntował swoją pozycję w zawodowym tourze.

## Występy w turniejach w karierze
| Ranking                      | [ i ]         | [ i ]         | [ i ]         | [ i ]         | [ i ]         | [ i ]         | [ i ]         | [ i ]         | [ ii ]        | 65            | 45            |               |               |               |               |               |               |               |               |               |               |               |               |               |               |               |               |               |               |               |               |               |               |               |               |               |
| Turnieje rankingowe          |               |               |               |               |               |               |               |               |               |               |               |               |               |               |               |               |               |               |               |               |               |               |               |               |               |               |               |               |               |               |               |               |               |               |               |               |
| Championship League          | nierankingowy | nierankingowy | nierankingowy | nierankingowy | nierankingowy | nierankingowy | A             | A             | A             | 2R            | RR            |               |               |               |               |               |               |               |               |               |               |               |               |               |               |               |               |               |               |               |               |               |               |               |               |               |
| Saudi Arabia Masters         | nie rozegrano | nie rozegrano | nie rozegrano | nie rozegrano | nie rozegrano | nie rozegrano | nie rozegrano | nie rozegrano | nie rozegrano | 2R            |               |               |               |               |               |               |               |               |               |               |               |               |               |               |               |               |               |               |               |               |               |               |               |               |               |               |
| Wuhan Open                   | nie rozegrano | nie rozegrano | nie rozegrano | nie rozegrano | nie rozegrano | nie rozegrano | nie rozegrano | nie rozegrano | 3R            | 1R            | LQ            |               |               |               |               |               |               |               |               |               |               |               |               |               |               |               |               |               |               |               |               |               |               |               |               |               |
| English Open                 | nie rozegrano | nie rozegrano | nie rozegrano | A             | A             | A             | A             | A             | 3R            | 3R            |               |               |               |               |               |               |               |               |               |               |               |               |               |               |               |               |               |               |               |               |               |               |               |               |               |               |
| British Open                 | nie rozegrano | nie rozegrano | nie rozegrano | nie rozegrano | nie rozegrano | nie rozegrano | A             | A             | QF            | LQ            |               |               |               |               |               |               |               |               |               |               |               |               |               |               |               |               |               |               |               |               |               |               |               |               |               |               |
| Xi'an Grand Prix             | nie rozegrano | nie rozegrano | nie rozegrano | nie rozegrano | nie rozegrano | nie rozegrano | nie rozegrano | nie rozegrano | nie rozegrano | 1R            |               |               |               |               |               |               |               |               |               |               |               |               |               |               |               |               |               |               |               |               |               |               |               |               |               |               |
| Northern Ireland Open        | nie rozegrano | nie rozegrano | nie rozegrano | A             | A             | A             | A             | A             | LQ            | 1R            |               |               |               |               |               |               |               |               |               |               |               |               |               |               |               |               |               |               |               |               |               |               |               |               |               |               |
| International Championship   | A             | A             | A             | A             | A             | 1R            | nie rozegrano | nie rozegrano | LQ            | 1R            |               |               |               |               |               |               |               |               |               |               |               |               |               |               |               |               |               |               |               |               |               |               |               |               |               |               |
| UK Championship              | A             | A             | A             | A             | A             | A             | A             | A             | LQ            | 1R            |               |               |               |               |               |               |               |               |               |               |               |               |               |               |               |               |               |               |               |               |               |               |               |               |               |               |
| Shoot Out                    | nierankingowy | nierankingowy | nierankingowy | A             | A             | A             | A             | A             | 1R            | 2R            |               |               |               |               |               |               |               |               |               |               |               |               |               |               |               |               |               |               |               |               |               |               |               |               |               |               |
| Scottish Open                | nie rozegrano | nie rozegrano | nie rozegrano | A             | A             | A             | A             | A             | 1R            | 1R            |               |               |               |               |               |               |               |               |               |               |               |               |               |               |               |               |               |               |               |               |               |               |               |               |               |               |
| German Masters               | A             | A             | A             | A             | A             | A             | A             | A             | 2R            | WD            |               |               |               |               |               |               |               |               |               |               |               |               |               |               |               |               |               |               |               |               |               |               |               |               |               |               |
| World Grand Prix             | NH            | NR            | DNQ           | DNQ           | DNQ           | DNQ           | DNQ           | DNQ           | DNQ           | DNQ           |               |               |               |               |               |               |               |               |               |               |               |               |               |               |               |               |               |               |               |               |               |               |               |               |               |               |
| Players Championship         | DNQ           | DNQ           | DNQ           | DNQ           | DNQ           | DNQ           | DNQ           | DNQ           | DNQ           | DNQ           |               |               |               |               |               |               |               |               |               |               |               |               |               |               |               |               |               |               |               |               |               |               |               |               |               |               |
| Welsh Open                   | A             | A             | A             | A             | A             | A             | A             | A             | LQ            | LQ            |               |               |               |               |               |               |               |               |               |               |               |               |               |               |               |               |               |               |               |               |               |               |               |               |               |               |
| World Open                   | A             | nie rozegrano | nie rozegrano | A             | A             | LQ            | nie rozegrano | nie rozegrano | 2R            | 1R            |               |               |               |               |               |               |               |               |               |               |               |               |               |               |               |               |               |               |               |               |               |               |               |               |               |               |
| Tour Championship            | nie rozegrano | nie rozegrano | nie rozegrano | nie rozegrano | nie rozegrano | DNQ           | DNQ           | DNQ           | DNQ           | DNQ           |               |               |               |               |               |               |               |               |               |               |               |               |               |               |               |               |               |               |               |               |               |               |               |               |               |               |
| World Championship           | A             | A             | A             | A             | A             | A             | A             | A             | LQ            | LQ            |               |               |               |               |               |               |               |               |               |               |               |               |               |               |               |               |               |               |               |               |               |               |               |               |               |               |
| Dawne turnieje rankingowe    |               |               |               |               |               |               |               |               |               |               |               |               |               |               |               |               |               |               |               |               |               |               |               |               |               |               |               |               |               |               |               |               |               |               |               |               |
| China Championship           | nie rozegrano | nie rozegrano | nie rozegrano | NR            | A             | LQ            | nie rozegrano | nie rozegrano | nie rozegrano | nie rozegrano | nie rozegrano | nie rozegrano | nie rozegrano | nie rozegrano | nie rozegrano | nie rozegrano | nie rozegrano | nie rozegrano | nie rozegrano | nie rozegrano | nie rozegrano | nie rozegrano | nie rozegrano | nie rozegrano | nie rozegrano | nie rozegrano | nie rozegrano | nie rozegrano | nie rozegrano | nie rozegrano | nie rozegrano | nie rozegrano | nie rozegrano | nie rozegrano | nie rozegrano | nie rozegrano |
| European Masters             | nie rozegrano | nie rozegrano | nie rozegrano | A             | A             | A             | A             | A             | LQ            | nie rozegrano | nie rozegrano |               |               |               |               |               |               |               |               |               |               |               |               |               |               |               |               |               |               |               |               |               |               |               |               |               |
| Dawne turnieje nierankingowe |               |               |               |               |               |               |               |               |               |               |               |               |               |               |               |               |               |               |               |               |               |               |               |               |               |               |               |               |               |               |               |               |               |               |               |               |
| Haining Open                 | NH            | Minor-Rank    | Minor-Rank    | 1R            | 4R            | 3R            | W             | A             | nie rozegrano | nie rozegrano | nie rozegrano |               |               |               |               |               |               |               |               |               |               |               |               |               |               |               |               |               |               |               |               |               |               |               |               |               |

1. 1 2 3 4 5 6 7 8  Był amatorem.
2. ↑  Nowi gracze w Tourze nie mają rankingu.

| Legenda tabeli wyników              | Legenda tabeli wyników       | Legenda tabeli wyników                     | Legenda tabeli wyników                                                              | Legenda tabeli wyników                     | Legenda tabeli wyników                     |
| ----------------------------------- | ---------------------------- | ------------------------------------------ | ----------------------------------------------------------------------------------- | ------------------------------------------ | ------------------------------------------ |
| LQ                                  | odpadnięcie w kwalifikacjach | #R                                         | odpadnięcie we wczesnej fazie turnieju (WR = runda dzikich kart, RR = faza grupowa) | QF                                         | przegrana w ćwierćfinale                   |
| SF                                  | przegrana w półfinale        | F                                          | przegrana w finale                                                                  | W                                          | zwycięstwo                                 |
| DNQ                                 | nie zakwalifikował/a się     | A                                          | nie brał/a udziału                                                                  | WD                                         | zrezygnował/a w trakcie turnieju           |
| Legenda oznaczeń w tabelach wyników |                              |                                            |                                                                                     |                                            |                                            |
| NH / Nie roz.                       | NH / Nie roz.                | Turniej nie odbył się.                     | Turniej nie odbył się.                                                              | Turniej nie odbył się.                     | Turniej nie odbył się.                     |
| NR / Nie-rank.                      | NR / Nie-rank.               | Turniej nie był zaliczany jako rankingowy. | Turniej nie był zaliczany jako rankingowy.                                          | Turniej nie był zaliczany jako rankingowy. | Turniej nie był zaliczany jako rankingowy. |
| R / Rank.                           | R / Rank.                    | Turniej był zaliczany jako rankingowy.     | Turniej był zaliczany jako rankingowy.                                              | Turniej był zaliczany jako rankingowy.     | Turniej był zaliczany jako rankingowy.     |
| MR / Minor-Rank.                    | MR / Minor-Rank.             | Turniej był zaliczany jako minor ranking.  | Turniej był zaliczany jako minor ranking.                                           | Turniej był zaliczany jako minor ranking.  | Turniej był zaliczany jako minor ranking.  |